# Partit Humanista de l'Uruguai
El Partit Humanista de l'Uruguai (PHU) és un partit polític uruguaià, d'àmbit nacional, fundat el 23 de maig del 1998 a Montevideo. Actualment forma part de l'Assemblea Popular, un partit esquerrà de recent creació.
Durant les eleccions nacionals primàries del 2004, el candidat del PHU, Daniel Rocca, tan sols va obtenir un màxim de 118 vots, per la qual cosa no va arribar als 500 necessaris per legalitzar la participació del partit a les eleccions presidencials d'octubre. Pel que fa a les eleccions nacionals del 2009, el PHU va aconseguir 1.092 vots.